# チャンパーサック
チャンパーサック(ラオ語: ຈຳປາສັກ, ラテン文字転写: Champasak)は、ラオス南部の小さな町で、パクセーから南に約40kmのメコン川西岸に位置している。1946年にラオス王国が成立する以前は、この地にチャンパーサック王国の都が置かれていた（最後のチャンパーサック王チャオ・ニュイはパクセーに王宮を置いた）。街にはゲストハウスなどの宿泊施設が立ち並び、ツーリストの観光拠点になっている。街中心部から南へ約10kmの場所に、クメール人の遺跡であり文化遺産にも登録されているワット・プーがある。

## 交通
パクセーやシーパンドンの島々（ナカサン）などからバスなどでアクセスが可能。